# Paolo Cadamosto
Paolo Cadamosto (... – novembre 1386) fu vescovo di Lodi dal 1354 fino alla sua morte.

## Biografia
Paolo Cadamosto apparteneva alla nobile ed antica famiglia lodigiana dei Cadamosto; era canonico "Regiensis" (cioè di Reggio Emilia) quando il 7 febbraio 1354 papa Innocenzo VI lo nominò successore di Luca di Castello alla diocesi di Lodi. Tutto il suo episcopato fu caratterizzato dai contrasti con i Visconti per recuperare i beni di proprietà vescovile, di cui  Bruzio si era appropriato, quando questi era stato podestà di Lodi, e che richiesti all'arcivescovo Giovanni Visconti si era rifiutato di restituire. I contrasti continuarono con Matteo II Visconti e con Bernabò Visconti, diventati Signori di Lodi.
Il Cadamosto morì nel novembre 1386 e fu sepolto nella cattedrale della città.